# Trochocyathus philippinensis
Trochocyathus philippinensis är en korallart som beskrevs av Semper 1872. Trochocyathus philippinensis ingår i släktet Trochocyathus och familjen Caryophylliidae. Inga underarter finns listade i Catalogue of Life.